# Sihanaka

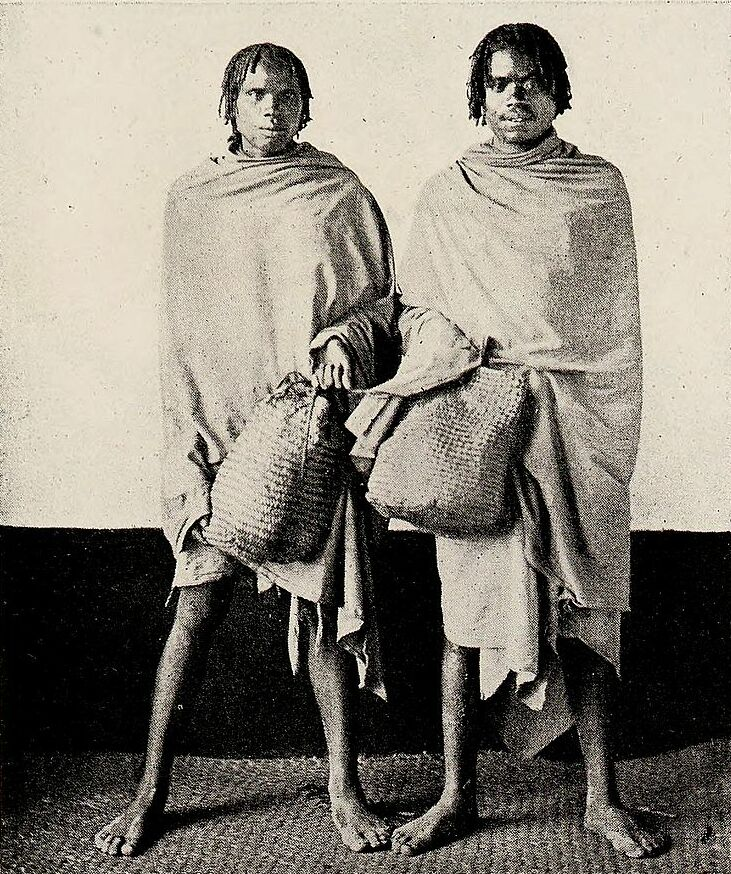
Angehörige der Sihanaka (1915)

Sihanaka sind ein foko, dessen Mitglieder vorwiegend im zentralen Hochland Madagaskars siedeln. Innerhalb der Sihanaka wurde bis in das 19. Jahrhundert oft noch Verehelichung unter engen (biologischen) Familienmitgliedern praktiziert, um das Wirtschaftskapital der Familie zu erhalten. Um 1970 zählten etwa 135.000 Menschen zu den Sihanaka.

## Belege
1. ↑  Linton, Ralph. 1928. “Culture Areas in Madagascar.” American Anthropologist 30:363-390, S. 363.
2. ↑  Linton, Ralph. 1928. “Culture Areas in Madagascar.” American Anthropologist 30:363-390, S. 379.
3. ↑  Kottak, Conrad P. 1971. “Cultural Adaptation, Kinship, and Descent in Madagascar.” Southwestern Journal of Anthropology 27:129-147, S. 141.